# Elias Erkko

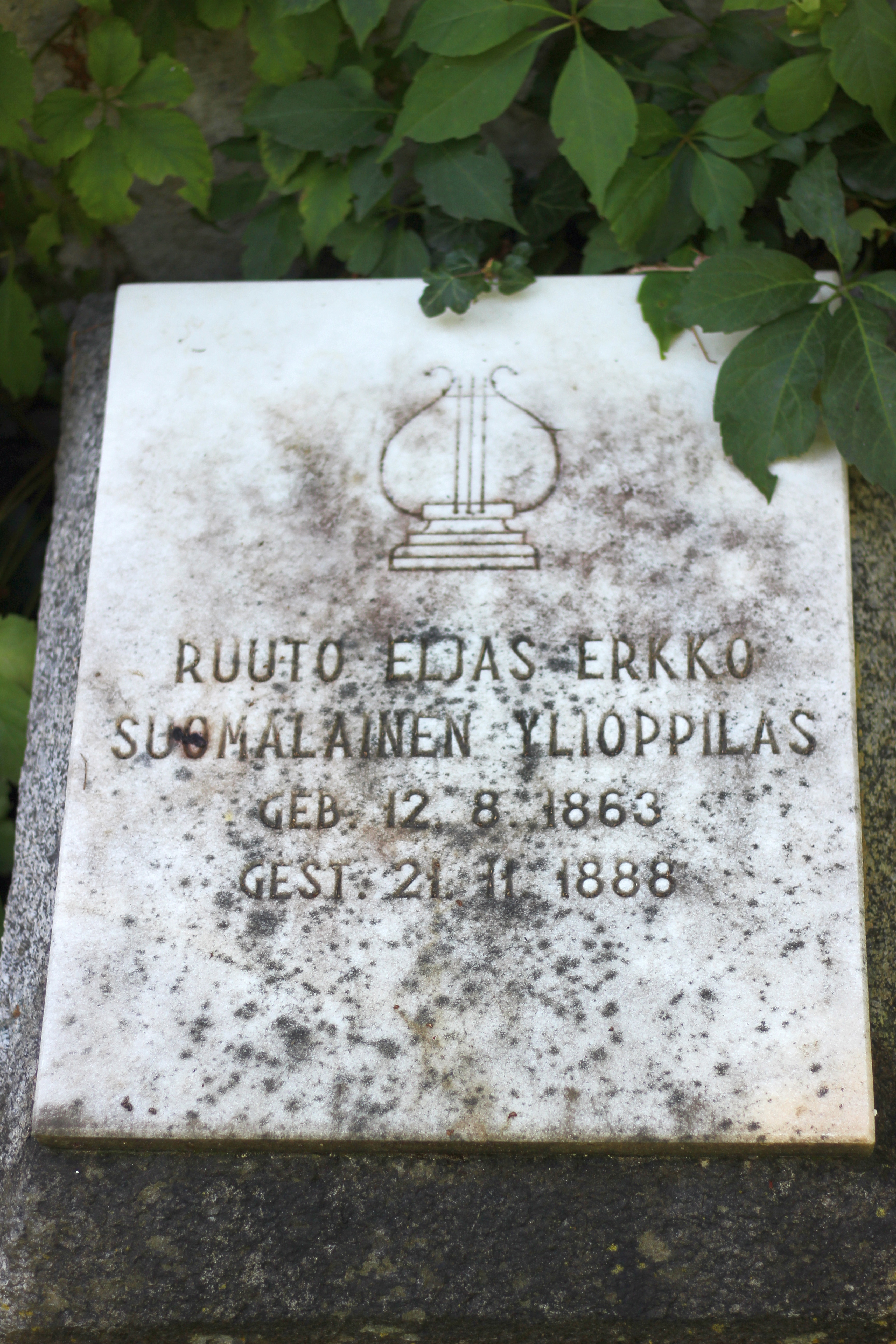
Grabstein von Elias Erkko

Juho Elias Rudolf (Ruuto) Erkko (* 12. April 1863 in Orimattila; † 21. November 1888 in Meran) war ein finnischer Schriftsteller, Literaturkritiker und Übersetzer.
Ruuto Erkko war der jüngste Bruder des Schriftstellers Juhana Heikki Erkko und des Politikers und Journalisten Eero Erkko. Nach dem Abschluss des Lyceums studierte er an der Universität Helsinki. Er arbeitete als Hauslehrer, Literaturkritiker, Übersetzer und Schriftsteller. Erkko zählte zum Freundeskreis junger Literaten um Minna Canth. Durch sie lernte er die Schauspielerin Hilda Asp kennen, mit der er sich verlobte. Der umfangreiche Briefwechsel zwischen beiden wurde 1983 unter dem Titel "Hilda & Elias. Hilda Aspin ja Elias Erkon kirjeenvaihtoa vuosilta 1884-88 veröffentlicht. Zu Lebzeiten Erkkos erschienen der Bericht Pyrstötähti (1883) und das Drama Elinan surma (1885). Wegen seines schlechten Gesundheitszustandes reiste Erkko 1888 nach Tirol, wo er im Alter von nur 25 Jahren starb.